# Les Souliers rouges de la duchesse
Les Souliers rouges de la duchesse est un roman de Jack-Alain Léger publiée en 1992 aux éditions François Bourin. L’auteur fait la critique de la médiatisation du sida par une société mercantile.

## Résumé
L’auteur dresse la caricature de la célébrité éphémère d’un écrivain atteint du sida : éditeurs peu scrupuleux, parents intéressés par l’héritage, amis qui font rapidement le deuil du disparu. Le texte est mis en miroir d’une scène décrite par Marcel Proust dans Le Côté de Guermantes où les convenances l’emportent sur l’humanité.